# 사천 목씨
사천 목씨(泗川睦氏)는 경상남도 사천시를 본관으로 하는 한국의 성씨이다. 시조 목효기(睦孝基)는 고려시대에 요무장군낭장동정(耀武將軍郞將同正)을 지냈다.

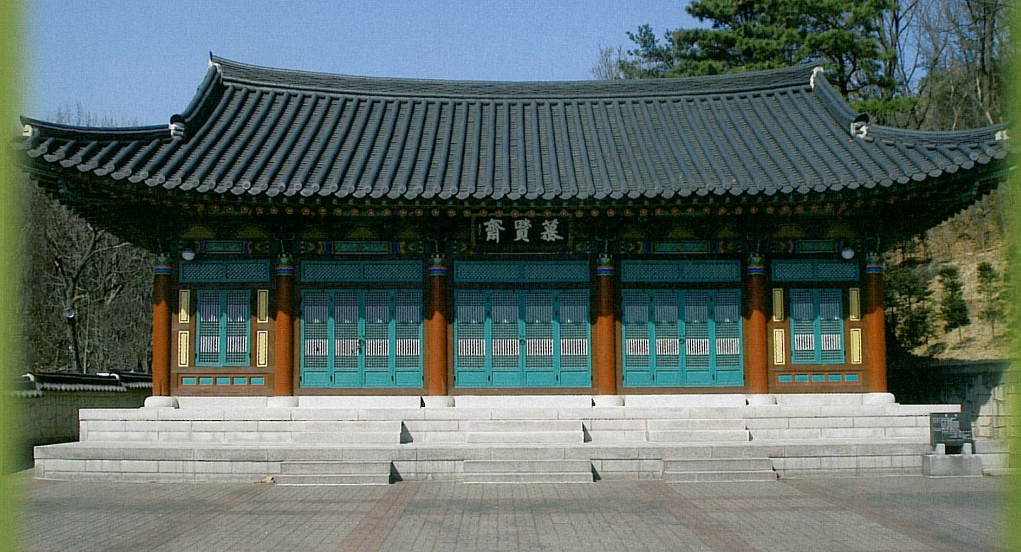
사천목씨재실(泗川睦氏齋室)

## 역사
사천 목씨(泗川 睦氏)의 시조는 고려 고종 때 요무장군낭장동정(耀武將軍郞將同正)을 지낸 목효기(睦孝基)이다.
목효기의 아들 목덕창(睦德昌)은 합문지후(閤門祗侯)를 지내면서 서북 방면의 반란을 평정하다 영주성(靈州城：지금의 평안북도 의주)에서 순절하였으며, 사후에는 영주군(靈州君)에 봉(封)해졌다. 목덕창의 아들 목준평(睦俊平)은 조봉대부(朝奉大夫)로 비서윤(秘書尹)을 지내고 보문각직제학(寶文閣直提學)에 이르렀다.
목효기의 6세손 목인길(睦仁吉)이 공민왕 때 병부상서(兵部尙書)와 첨의평리(僉議評理)를 지내고, 친원파와 홍건적의 난을 평정한 공으로 1등공신이 되었으며, 1377년(우왕 3) 문하찬성사(門下贊成事)에 올랐다. 목인길의 사촌 동생인 목충(睦忠)과 목자안(睦子安)도 밀직부사(密直副使)를 역임하며 왜구를 격퇴하는 공을 세웠다.
조선조에는 7세손 목진공(睦進恭)이 1417년(태종 17) 우부대언(右副代言), 경기도관찰사(京畿道觀察使) 등을 지내고, 세종조에 호조참판(戶曹參判)에 올랐다.
사천 목씨는 조선조에 문과 급제자 34명, 과거 급제자 132명을 배출하였는데 이는 현재인구 천 명당 급제자 수 1위 성씨이다.
11세손 목세칭(睦世秤)의 아들 목첨(睦詹)이 1567년(선조 즉위) 이조참판·도승지를 역임하였고, 목첨의 아들 3형제가 문과에 급제하면서 현달하였다. 장남인 목서흠(睦敍欽)은 예조참판을 거쳐 효종조에 중추부동지사에 이르렀고, 둘째 목장흠(睦長欽)은 인조반정 후 호조참판·도승지를 지냈으며, 막내 목대흠(睦大欽)은 예조참의를 거쳐 강원부사로 선정을 베풀었다.
목장흠의 아들 목행선(睦行善)은 1633년(인조 11) 식년 문과 전시(殿試)에 1등으로 장원(壯元)하였고, 대사성·승지·예조참의·황해도관찰사 등을 지냈다. 목창명(睦昌明)은 1670년(현종 11) 예문관검열, 1677년(숙종 3) 대사헌을 거쳐 형조판서와 병조판서에 이르렀다.
목서흠의 아들 목내선(睦來善)이 숙종조에 남인(南人)의 중진으로 온건파 탁남(濁南)에 속하였다. 1689년(숙종 15) 우의정에 이르렀고, 기사환국때 좌의정에 올랐다.
숙종조에 목천성(睦天成)이 호조참의·좌부승지·형조참의 등을 지냈고, 목천성의 증손 목만중(睦萬中)은 1786년(정조 10) 문과에 장원(壯元)하였고, 1794년(정조 18) 형조판서에 임명되었고, 1801년(순조 1) 황사영백서(黃嗣永帛書)사건이 발생하자 천주교 박해를 주도하였다. 1805년(순조 5) 오위도총부(五衛都摠部) 부총관에 임명되었으나, 사양하고 부임하지 않았다.
고려후기와 조선중기에 전성기를 누리던 사천 목씨는 갑술환국(甲戌換局)를 고비로 남인의 몰락과 함께 세력이 약화되었고, 목호룡(睦虎龍)의 신임사화 사건과 이인좌의 난을 주도한 목함경(睦涵敬)으로 명예가 다소 손상되기도 했다.
목첨(睦詹), 목서흠(睦敍欽), 목내선(睦來善)이 기로소(耆老所)에 갔고 조선(朝鮮) 500년 동안 연(連) 3대에 걸쳐 기로소에 이름을 올린 가문은 사천목씨(泗川睦氏)가 유일하다. 기로소(耆老所)는 반드시 문과급제를 거쳐 정2품(正二品)이상의 벼슬을 지내고 수(壽)가 70세 이상의 원로와 연로한 임금만 들 수 있는 국가 최고의 예우(禮遇)기관이다.
일제 탄압에 대항한 독립운동가로는 목자상(睦子商), 목연욱(睦然旭), 목치숙(睦致淑), 목준상(睦俊相), 목일신(睦一信) 등이 있다.

## 기원
목씨의 기원에 대해서는 삼설이 존재한다.
- 최초 목씨의 기록은 백제의 왕족인 부여씨(扶餘氏)를 비롯하여 백제의 귀족 8대 성씨로 연씨(燕氏)·사씨(沙氏)·해씨(解氏)·진씨(眞氏)·국씨(國氏)·목씨(木氏)·백씨(苩氏)·정씨(貞氏)가 대성팔족(大姓八族)으로 《수서(隨書)》와 《신당서(新唐書)》 등에 기록되어 있다. 광위장군(廣威將軍) 목간나는 북위(北魏)와의 싸움에서 큰 공을 세운 것으로 알려져 있다 왜국이 가야를 침공해 가라국왕과 아들들이 백제로 도망쳐오자 목라근자(木羅斤資)가 군대를 이끌고 나가 구원했다. 《일본서기》의 기록으로 미루어 보아 목씨는 백제-가야의 교류가 이루어지자 그 과정에서 세력을 키워 나갔던 것으로 보이며, 가야 지방의 소국들과 깊은 연관을 맺고 있었다. 사천은 백제에 속했으나 6세기 법흥왕 때 신라에 정복된 지역이다. 그밖에 백제의 이름없는 무장 목만치(木滿致)장군이 유명했다. 백제가 멸망한 후 백제 성씨가 소멸되거나 변성되었다. 백제 왕족인 부여(扶餘)씨는 소멸되고 부여 서씨(扶餘 徐氏), 여씨(余氏) 등으로 변성되었다고 하고, 목(木)씨는 목(睦)씨로 변성되었다는 백제목씨변천설(百濟木氏變遷說)이 있다. 이후 항렬과 세계가 고려시대 이전까지는 분명하지 않아 고려시대 다시 정계에 등장한 목효기(睦孝基)를 시조로 한다.
- 형제의 우애가 깊어 왕이 화목을 뜻하는 목(睦)을 성씨로 내렸다는 형제상목설(兄弟相睦說)이 전승되기도 하며 설화를 간접적으로 뒷받침하는 고전 소설로 《목시룡전(睦始龍傳)》이 있다.
- 641년(고구려 영류왕 22년) 고구려 영류왕의 요청에 의해 당(唐)나라의 8학사(八學士)인 목충(睦沖)·홍천하(洪天河)·은세통(殷世通)·위령(魏齡)·방비(房丕)·기모(奇牟)·길령(吉寧)·봉수현(奉守賢)이 유학과 문화 교류를 위해 고구려로 파견되었다고 한다. 이후 연개소문의 난으로 인해 신라로 피신하여 사천 지역에 세거(世居)하였다고 한다.

## 분파
- 찬성공파 - 6세손 목인길(睦仁吉)
- 주부공파 - 7세손 목지유(睦之柳)
- 참군공파 - 8세손 목계남(睦繼男)
- 괴산공파 - 9세손 목철경(睦哲卿)
- 사부공파 - 10세손 목희증(睦希曾)
  - 선전관공
  - 선천부사공
- 직장공파 - 11세손 목세준(睦世準) - 종가
  - 첨정공
  - 직강공
  - 사함공
  - 사복시정공
  - 집의공
- 감찰공파 - 11세손 목세규(睦世規) - 증 사헌부 감찰
- 부장공파 - 11세손 목세형(睦世衡)
- 현헌공파 - 11세손 목세칭(睦世秤) - 4개 공댁으로 분파
  - 하담공댁
  - 충정공댁(김해,주부공,직강공,붕계공,용재공,감찰공,온양,성진공,안산,원주,진사공)
  - 고석공댁(전설사공,중신공,정문공)
  - 다산공댁(남간공,통덕랑공)
- 해주공파 - 11세손 목세구(睦世矩)
- 장악원정공파 - 목승조(睦承祚)

## 항렬자
| 21세    | 22세            | 23세                    | 24세                            | 25세                            | 26세                            | 27세                            | 28세                            | 29세                            | 30세                            | 31세                            | 32세                            | 33세                            |
| ------- | --------------- | ----------------------- | ------------------------------- | ------------------------------- | ------------------------------- | ------------------------------- | ------------------------------- | ------------------------------- | ------------------------------- | ------------------------------- | ------------------------------- | ------------------------------- |
| ○석(錫) | 원(源)○ 원(沅)○ | ○상(相) ○신(信) ○근(根) | 영(榮)○ 연(然)○ 용(容)○ 충(忠)○ | ○균(均) ○규(圭) ○재(載) ○중(重) | 진(鎭)○ 종(鍾)○ 현(鉉)○ 전(銓)○ | ○수(洙) ○영(永) ○구(求) ○승(承) | 정(楨)○ 동(東)○ 본(本)○ 수(秀)○ | ○찬(燦) ○희(熙) ○성(性) ○환(煥) | 희(喜)○ 재(在)○ 기(基)○ 규(奎)○ | ○호(鎬) ○용(鎔) ○탁(鐸) ○회(會) | 태(泰)○ 순(淳)○ 숙(淑)○ 한(漢)○ | ○병(秉) ○종(種) ○모(模) ○식(植) |

## 인물
- 목간나(木干那, ?~?) : 백제의 장군이자, 귀족이다. 중국의 역사서인 남제서에서 언급되는 대성팔족의 일각인 목씨 출신으로 동성왕대 백제에 북위가 침공해오자 북위군을 격퇴하고 그 공으로 광위장군(廣威將軍)이라는 관직을 하사받는 동시에 면중후(面中侯)에 봉해졌다.
- 목만치(木滿致) : 백제(百濟)의 권신, 무신이다. “목만치”라는 이름 자체는 일본측 자료인 《일본서기》에 등장하고 한국의 자료에서는 보이지 않는데, 《삼국사기》에 등장하는 목협만치(木劦滿致)와 동일인물로 보는 설이 있다.
- 목덕창(睦德昌) : 고려의 무신이다. 합문지후(閤門祗侯)를 지냈다. 고려 원종때에 서북면병마사영(西北面兵馬使營)의 기관(記官)인 최탄(崔坦) 등이 사람들을 모아 반란을 일으켰을 때 영주(靈州)의 수령이었던 목덕창은 반란을 평정하다가 영주성(靈州城: 현 평안북도 의주)에서 전사하였다. 사후 영주군(靈州君)에 봉(封)해졌다.
- 목인길(睦仁吉, 1317년 ~ 1398년) : 고려의 재상이자, 무신이다. 공민왕이 원나라에서 숙위(宿衛)할 때 중랑장(中郎將)으로서 호위한 공으로 병부상서가 되었다. 1359년(공민왕 8) 대호군(大護軍)으로서 친원파(親元派) 기철(奇轍)의 일파를 제거하였다. 1361년 홍건적(紅巾賊)의 침입으로 왕이 남쪽으로 피난갈 때 호종해 지밀직사사(知密直司事)가 되었다. 1365년 1등공신으로 첨의평리(僉議評理)에 제수되었다. 1374년(공민왕 23) 전라도상원수(全羅道上元帥)로 발탁되어 목호의 난(牧胡의 亂)을 평정하였다. 우왕 즉위 후 찬성사(贊成事)가 되었고, 1377년(우왕 3) 문하찬성사(門下贊成事)에 올랐다.[3]
- 목충(睦忠) : 찬성사 목인길(睦仁吉)의 사촌 동생이다. 1361년 홍건적이 침입하여 복주(福州)로 피난하였을 때 상호군(上護軍)으로서 어가를 호종한 공으로 1363년 2등공신(二等功臣)에 녹훈되었다. 1376년 조전병마사(助戰兵馬使)가 되었고, 1377년 동지밀직(同知密直)으로 임명되었다.[4] 1377년(우왕 3) 왜구가 진포(鎭浦)로부터 한주(韓州)로 침입했을 때 밀직부사(密直副使)로서 양광도원수(楊廣道元帥) 왕안덕(王安德)을 지원하였다.
- 목자안(睦子安) : 1378년(우왕 4) 상의(商議)로서 밀직부사(密直副使)가 되었다. 1379년 3월 전라도부원수(全羅道副元帥) 겸 도순문사(都巡問使)로 임명되었고, 10월 밀직부사(密直副使)로서 찬성사(贊成事) 목인길(睦仁吉)과 함께 전라도(全羅道)에 침입한 왜구를 소탕하였다. 1385년 강릉도도체찰사(江陵道都體察使)로서 평해부(平海府)에 침입한 왜구를 격퇴하였다.
- 목진공(睦進恭, ? ~ 1426년) : 7세손. 조선 태종조에 대호군(大護軍), 의흥부 진무(義興府鎭撫), 판전사시사(判典祀寺事), 우부대언(右副代言) 등을 역임하였고, 1417년(태종 17) 경기도 관찰사(京畿道觀察使)가 되어 표리(表裏)를 하사받았다. 1421년(세종 3) 강원도관찰사를 지내고, 1422년 호조 참판(戶曹參判)에 올랐다.
- 목세칭(睦世秤, 1487년 ~ ?) : 자는 공달(公達), 호는 현헌(玄軒) 또는 산옹(散翁)이다. 사림파의 일원으로 기묘명현인 동천(東泉) 김식(金湜)의 고종 사촌이자 그의 제자였다. 1519년(중종 14) 기묘사화 이후 과거를 포기하고 향리에서 학문을 닦았다. 아들 목첨(睦詹)이 현달하여 사후 이조참판에 추증되었다. 좌의정 목내선의 증조부가 된다. 잠곡 김육과도 인척이 된다. 동천(東泉) 김식(金湜)의 문인. 할아버지는 목철성(睦哲成)이고, 아버지는 사직(司直)을 지낸 목희안(睦希顔)이며 어머니는 안동권씨 권안(權晏)의 딸이다. 성균관대사성(成均館大司成)을 지낸 김식과 내외종간으로 고종사촌형인 김식의 문하에서 성리학을 수학하여 크게 학문적 능력을 성취하였다. 1519년(중종 14) 기묘사화로 스승이자 사촌형인 김식, 정암(靜庵) 조광조(趙光祖)를 비롯한 많은 사람이 화를 입게 되자 과거를 단념하고 고향으로 돌아가 학문에 정진했다. 과거의 뜻을 단념하고 향리(鄕里)로 돌아가 학문에만 전력했으며, 윤칠림(尹漆林), 신명인(申命仁) 등 소수의 문사들과 교류하며 함께 시문과 술로 즐기면서 여생을 보냈다. 그는 천성이 명민하고 기억력이 뛰어났으며 성리학에 조예가 깊었으나, 남과 상대하면서 세상 일을 말하지 않았다. 사리에 밝고 신중하고 마음에 걸림이 없었다 한다. 손자 목서흠(睦敍欽), 목래선(睦來善)의 3대가 당상관을 지내고 기로소로 들어가기도 했다. 고종사촌형인 김식의 4대손은 잠곡 김육이고 서인계열이며 명성왕후의 선조가 된다. 저서로는 문집 《현헌집(玄軒集)》이 있다. 묘역은 경기도 양주군 진접면 평내동(현, 남양주시 평내동)에 안장되었다.
- 목첨(睦詹, 1515년 ∼ 1593년) : 아버지는 증이조참판 목세칭(世稱)이며, 어머니는 의금부경력(義禁府經歷) 조격(趙激)의 딸이다. 1546년(명종 1) 증광문과에 을과로 급제하고, 지평(持平)·시독관(侍讀官)·보덕(輔德)·교리·부응교 등을 역임하면서 관리들의 문란해진 기강을 확립할 것을 역설하였고, 흉년에는 금주령을 내려 곡식을 절약할 것을 강조하였다. 1558년 사간에 이어 1565년 공조참의(工曹參議),를 거쳐, 청홍도관찰사(淸洪道觀察使)를 역임하였는데, 이때 권신 윤원형(尹元衡)의 사사로운 청탁을 거절하였다가 미움을 받아 파직되었다. 1567년 선조가 즉위하자 대사간에 기용되고, 이조참판·부호군 등을 거쳐 천추사(千秋使)로 명나라에 다녀왔다. 그 뒤 이조참판·도승지·좌윤·우윤을 거쳐, 1591년 기로소(耆老所)에 들어갔다. 이듬해 임진왜란이 일어나자 강화도에서 의병을 모집하여 그 지휘를 우성전(禹性傳)에게 맡기고 자신은 선릉(宣陵)·정릉(靖陵)을 보살피라는 선조의 명을 받고 길을 떠났다가 도중에서 병사하였다. 사후에 이조판서(吏曹判書)에 증직되었다. 목첨의 4녀는 임진왜란때 진주대첩을 승리로 이끈 김시민(金時敏)장군의 며느리이다.[5]
- 목서흠(睦敍欽, 1571년 ~ 1652년) : 목첨(睦詹)의 장자. 자는 순경(舜卿), 호는 매계(梅溪)이다. 1597년(선조 30) 음보(蔭補)로 제용감 참봉(濟用監 參奉)에 임명되었으나 사퇴, 1603년 내시교관(內侍 敎官)을 지내고, 북부주부(北部主簿)를 거쳐 1606년 양구현감(楊口 縣監)에 재직하던 중 문묘(文廟) 낙서(落書) 사건으로 파직되었다. 1610년(광해군 2) 알성 문과에 병과(丙科)로 급제한 후 1618년 병조정랑 및 여러 청요직(淸要職)을 거쳐 1623년 인조반정 후에는 함경도선 유어사(咸鏡道 宣諭御使)․성균직강(成均 直講)․병조정랑(兵曹 正郎)․사예(司藝) 등에 보하여졌다. 1624년 이괄(李适)의 난때 행재소(行在所)에서 광주 목사(廣州 牧使)에 제수되었다가 곧 남양부사(南陽府使)로 자리를 옮겼다. 이후 병조참의(兵曹 參議)․좌승지(左承旨) 등을 역임하였다. 1627년(인조 5)에는 우승지(右承旨)가 되고, 가선대부(嘉善大夫)로서 동지중추부사(同知中樞府事)를 역임하는 동시에 양양부사(襄陽府使)에 제수되었다. 이 때 양양의 수재들을 별도로 수학시키고 굶주린 백성들을 구휼했으며 관혼(冠婚)을 치를 수 없는 사람들에게 비용을 대주었다. 1628년(인조 6) 유학(幼學) 임지후(任之後)의 반역 고변사건에 연루되었으나 대간(臺諫) 이경석(李景奭)이 차자(箚子)를 올려 심리하게 하자 그해 여름 개성부유수(開城府留守)에 배수되었다. 이 때 학교를 새로이 하고 학름(學廩)을 증가시켰다. 또 선죽교(善竹橋)에 정문(旌門)을 세우고, 화담서원(花潭書院)을 수리하는 한편 충신․효자․열부의 정려(旌閭)로서 무너진 것이 있으면 모두 다 잘 고쳐놓았다고 한다. 1642년(인조 20)에는 붕당(朋黨)의 해로움을 인조에게 상소하였다. 1643년(인조 21)에는 경조(京兆)의 좌․우윤(左․右尹)을 지냈고 1646년에는 예조 참판을 지냈으며 1649년(효종 1)에는 동지중추부사(同知中樞府事)가 되었다. 1652년(효종 2) 세상을 떠났는데 셋째 아들인 목겸선(睦兼善)이 원종일등공신(原從一等功臣)이 되자 숭정대부 의정부 좌찬성 겸 의금부사 세자이사 지 경연춘추관사 오위도총부 도총관(崇政大夫 議政府 左贊成 兼 義禁府事 世子貳師 知 經筵春秋館事 五衛都摠府 都摠管)으로 추증(追贈)되었고, 1689년(숙종 15)에 다시 다섯째 아들인 목내선이 좌의정에 오르게 되자 영의정에 추증되었다. 1675년(숙종 1)에는 충정(忠貞)이라는 시호(諡號)가 내려졌으며 신도비가 세워졌다. 충정공 목서흠 묘역(忠貞公 睦叙欽 墓域)은 서울특별시 기념물 제27호로 지정되었다.[6]
- 목장흠(睦長欽, 1572년 ~ 1641년) : 자는 우경(禹卿), 호는 고석(孤石). 1599년(선조 32) 정시문과에 병과로 급제하고 승문원부정자(承文院副正字)·봉교(奉敎)를 거쳐 전적(典籍)·감찰·사서(司書) 등을 지냈다. 이어 정언(正言)·지평(持平)을 거쳐 이조정랑이 되었으나 판서 기자헌(奇自獻)의 미움을 받아 고성군수(高城郡守)로 나갔다. 뒤에 직강(直講)·예빈시부정(禮賓寺副正)에 이어 응교(應敎)·집의(執義)·사복시정(司僕寺正) 등을 역임하고, 1613년 좌부승지가 되었다. 이때 이이첨(李爾瞻)·정인홍(鄭仁弘) 등이 영창대군(永昌大君)을 폐하려 하자 이를 저지하려다가 이덕형(李德馨)과 함께 연좌되어 청풍군수로 좌천된 뒤 고향으로 돌아갔다. 1623(인조 1) 인조반정으로 승지에 임명되고, 판결사·함경도관찰사·경주부윤 등을 거쳐 호조참판으로 비변사제조(備邊司提調)를 겸하였다. 1636년 병자호란 때는 왕을 모시고 남한산성으로 피난하였으며, 1641년 도승지가 되었다. 성격은 강직하였고 관후(寬厚)한 덕량이 있어 사람을 대하는 성의가 화기애애하였다.[7]
- 목대흠(睦大欽, 1575년 ~ 1638년) : 자는 탕경(湯卿), 호는 다산(茶山) 또는 죽오(竹塢). 1601년(선조 34) 진사가 되고, 1605년 별시문과에 병과로 급제하였다. 1607년 성균관직강(成均館直講)·세자시강원(世子侍講院)을 거쳐 사가독서(賜暇讀書)하였다. 이어 부응교(副應敎)·집의(執義)를 거쳐, 1612년 광주목사(廣州牧使)를 지내고 공조참판·부승지 등을 역임하였다. 1624년(인조 2)이괄(李适)의 난이 일어나자 영의정 이원익(李元翼)의 종사관으로 종군하여 난을 평정하는 데 공을 세웠다. 1632년 예조참의가 되고 이듬해 강릉부사가 되었는데, 민심을 얻어 나중에 유애비(遺愛碑)가 세워졌다. 천성이 고결하고 시문에 뛰어났다. 통훈대부(通訓大夫)·홍문관교리(弘文館校里)·지제교 겸 경연시독관(知製敎兼經筵侍讀官)에 추증되었다. 저서로는 『다산집(茶山集)』있다.[8]
- 목행선(睦行善, 1609년 ∼ 1661년)은 조선의 문신, 정치인이다. 자는 행지(行之), 호는 남간, 본관은 사천(泗川)이다. 성균전적과 예조좌랑·사헌부의 지평· 홍문관의 수찬·대사성, 예조·호조·병조참의·대사간·승지, 황해도관찰사, 예조참의 등을 역임했다.
- 목겸선(睦兼善, 1609년 ~ ?) : 사마시에 합격하고, 1644년 참봉(參奉)으로 정시문과에 병과로 급제하였다.  달부(達夫), 호 용제(容齋) 어머니는 증병조판서 권탁(權倬)의 딸이다. 1647년 지평을 거쳐, 1649년(효종 즉위년) 암행어사로 활약하였다. 1655년(효종 6) 다시 경기도 암행어사로 나갔고, 이어서 수찬·헌납·이조좌랑·교리·부교리·부응교·사간·응교 등을 두루 역임하였다. 효종 때는 사은사(謝恩使)의 서장관(書狀官)으로 청나라에 다녀왔으며, 수찬·검상(檢詳)·부응교·사인(舍人)·집의(執義) 등을 역임하였다. 1660년(현종 1) 집의 때는 교지에 따라 차언을 올렸는데, 그 내용은 수령들의 세 포탈과 궁가(宮家)의 전원의 남점(濫占)으로 인하여 궁노의 민가에까지 폐해를 끼치는 행위를 시정할 것, 그리고 서북에 있는 관리들은 각사노비(各司奴婢)의 도망자를 명백히 보고할 것, 피죄된 관리들에게도 다시 벼슬 길에 오르는 기회를 빨리 열어줄 것 등이다. 또한 공전(公田)에 개인 집을 짓는 것이라든가 도성 밖의 도로에 수근전(水芹田)을 만들어 도로를 점령, 단절시키고 있는 것을 막아야 한다는 소를 올려 이를 시행하게 하였다. 1661년 사인·집의·수찬을 지내고, 1664년 동부승지·첨지(僉知) 등을 역임하였다.
- 목내선(睦來善, 1617년 ~ 1704년) : 자는 내지(來之), 호는 수옹(睡翁)·수헌(睡軒). 아버지는 지중추부사 목서흠(敍欽)이며, 어머니는 증병조판서 권탁(權晫)의 딸이다. 허목(許穆)의 문인이다. 1646년(인조 24) 사마시에 합격, 진사가 되고, 1650년(효종 1) 증광문과에 병과로 급제, 지평·교리·판결사 등을 역임하였다. 그 뒤 1672년 동지부사(冬至副使)로 청나라에 다녀왔다. 1675년(숙종 1) 형조판서가 되고, 이듬해 대사헌을 거쳐 예조·호조의 판서를 역임하였다. 남인인 관계로 1680년 경신대출척 때 삭직되었다. 그 뒤 우참찬이 되고, 1689년 우의정에 이르렀다. 이 해의 기사환국에서 서인(西人)을 제거하는 데 앞장서 좌의정에 올랐다. 1694년 남인이 몰락하는 갑술옥사가 일어나 절도에 위리안치되었고, 1699년에 풀려나 전리(田里)에 돌아왔다. 글씨에 뛰어났는데, 특히 해서(楷書)와 초서를 잘 썼다.[9]
- 목만중(睦萬中, 1727년 ~ 1810년) : 1759년(영조 35) 별시문과에 병과로 급제, 도사(都事)를 지냈다. 1786년(정조 10) 문과중시에 장원, 도정(都正)·태산현감을 지냈다. 1801년(순조 1) 신유박해 때 대사간으로 있으면서, 영의정 심환지(沈煥之)와 함께 남인(南人)·시파(時派) 계열의 천주교도에 대한 박해를 주도하였다. 후에 병조판서가 되었다. 저서에 《여와집》이 있다.[10]
- 목자상(睦子商, 1870. 2. 1 ~ 1910. 8. 4) : 경기 양주(楊州) 사람이다. 1906년 2월 을사늑약 체결을 반대하여 의병이 되어 양주(楊州)·연천(漣川)·포천(抱川) 등지에서 활동하며 8,000여평의 소유농지를 처분하여 의병활동비로 제공하였다. 1907년 8월 황재호(黃在浩) 휘하 80여명의 의병진에 입진하여 양주군 내에서 활동하였다. 그러던 중 동지 오수영(吳壽永)·이주현(李周賢)과 같이 영근면(嶺斤面) 및 이담면(伊淡面)에서 1908년 8월 및 11월에 걸쳐 2회 동안에 군자금 8,400냥을 모집하다가 피체되어 1909년 3월 9일 경성지방재판소에서 징역 3년을 받고 옥고를 치르다가 동년 8월 옥중 순국하였고 한다. 정부에서는 고인의 공훈을 기리어 1990년에 건국훈장 애국장(1986년 건국포장)을 추서하였다.[11]
- 목치숙(睦致淑, 1885. 2.23 ~ 1928. 4.20) :  일명 목홍석. 전남 고흥(高興) 출신. 1919년 3월 3일 전남 고흥군 고흥면에 거주하는 평양신학교(平壤神學校) 입학을 위하여 서울에 가던 중 서울의 독립만세운동에 직접 참가한 후 독립선언서(獨立宣言書) 1매를 가지고 고향인 고흥(高興)에 돌아왔다. 그는 고향에서 독립만세운동을 거사하기 위하여 동군(同郡) 남양면(南陽面) 신흥리(新興里)에 사는 예수교인 이형숙(李亨淑)·손재곤(孫在坤)·최세진(崔世珍)·조병호(曺秉鎬)·이석완(李錫琬)에게 국제정세(國際情勢)와 독립만세운동의 필요성 등을 역설(力說), 찬동을 받아 고흥읍 장날인 4월 14일에 거사(擧事)하기로 약정하였다. 1919년 4월 7일 동지 오석주(吳錫柱)에게 태극기 80여매와 독립선언서 100여매를 제작케하는 한편 고흥읍과 강동면내(江東面內)의 예수교인에게 연락하여 동지규합을 부탁하고 동월 10일에는 동지 한익수(韓翊洙)에게 조선독립고흥단(朝鮮獨立高興團) 이름으로 자체선언서 10여매를 작성하도록 하여 거사일인 4월 14일 고흥 장터로 모이도록 하였다. 그러나 심한 강우(降雨)로 인하여 시위를 못하고 고흥군수(高興郡守) 순천법원 지청장(順天法院支廳長)과 순천헌병분대(順天憲兵分隊) 감독보조원 등에게 독립선언서를 우송하였다가 일경에게 피체되었다. 1919년 6월 13일 광주지방법원 순천지청에서 소위 보안법 위반으로 징역 6월형을 언도받고 공소하였으나, 같은 해 7월 25일 대구복심법원과 10월 2일 고등법원에서 기각당하여 옥고를 치렀다. 그후 1920년 8월 25일 고흥읍내 기독교 청년들의 발기로 고흥기독교청년회(高興基督敎靑年會)를 창립, 총회를 열고 회장으로 피선되었으며 조선청년회연합회에 가입하여 무학남녀 아동들의 계몽을 위하여 야학회를 설치하고 한글, 한문, 산술 등을 가르쳤다. 1923년 2월 26일 고흥기독교청년회(高興基督敎靑年會) 주관으로 조선물산 사용을 장려하고 조선산 의복을 입게 하며 토산품 사용과 단연실행(斷煙實行)운동을 전개하였다. 1925년 4월 19일 배일사상(排日思想)의 고취를 위하여 기독교의 교리를 전도하면서 교회건립 확장과 찬조금 460여원(圓)을 모집하여 활동하였다. 정부에서는 고인의 공훈을 기리어 1992년에 건국훈장 애족장을 추서하였다.[12]
- 목준상(睦俊相, 1891. 1. 6 ~ 1949. 2.15) : 1919년 3월 11일 진위군 평택(平澤) 읍내에서 전개된 독립만세운동에 참가하였다. 3월 1일 서울에서 만세시위가 일어나자, 평택에서는 일찍부터 만세운동을 일으키려는 계획이 추진되었다. 목준상은 평소 뜻을 같이하는 이도상(李道相) 등과 함께 3월 11일 평택 장날을 이용하여 만세시위운동을 일으키기로 작정하였다. 이곳은 서울과 교통이 비교적 빈번하였기 때문에 서울과 연락·정보가 빨랐던 이점을 지니고 있었다. 그리하여 이들은 서울에서 전달된 독립선언서를 인쇄하는 한편, 태극기를 제작하면서 거사준비를 추진하였다. 거사 당일인 3월 11일, 목준상 등은 평택 장날 평택역 앞에서 독립만세를 부르며 군중들을 선동하였다. 그러자 장내에 있던 군중들도 이에 호응하여 독립만세를 고창하였다. 이렇듯 만세시위를 전개하다가 일경들에게 피체되었다. 그는 이 일로 1919년 4월 11일 경성지방법원에서 소위 보안법으로 징역 8월을 받고 옥고를 치렀다. 정부에서는 고인의 공훈을 기리어 1998년에 대통령표창을 추서하였다.[13]
- 목연욱(睦然旭, 1916. 9. 1 ~ 1949.1.11) : 광복군 제3지대에 입대하여 활동하였다. 정부에서는 고인의 공훈을 기리기 위하여 1990년에 건국훈장 애족장(1963년 대통령표창)을 추서하였다.[14]

## 근현대 인물
- 목욱상(睦頊相) : 도회의원, 주조주정회사 대표
- 목일신(睦一新) : 한국의 아동문학가, 항일운동가, 동요 작사가
- 목성표(睦聖表) : 초대 국무총리 심사실장
- 목정배(睦禎培) : 동국대학교 교수, 서울불교대학원대학교 초대 총장, 한국불교학회 회장
- 목요상(睦堯相) : 서울대학교 법대 졸업, 사법고시 13회, 11·12·15·16대 국회의원, 대한민국 헌정회 회장
- 목영준(睦榮埈) : 서울대학교 법학 학사, 연세대학교 법학 박사, 사법고시 19회, 하버드대학교 로스쿨, 대한민국 헌법재판소 재판관
- 목창균(睦昌均) : 제14·15대 서울신학대학교 총장, 전국신학대학교협의회 회장
- 목연수(睦演洙) : 제3대 국립 부경대학교 총장, 제4대 열린사이버대학교 이사장
- 목진휴(睦鎭烋) : 웨스트버지니아대학교대학원 정치학 박사, 국민대학교 행정학과 명예교수
- 목돈상 : 고려대학교 의과대학 교수, 고대 안암병원 5대 병원장
- 목철균 : 서울대학교 학사·석사, 노스다코타 주립 대학교 대학원 이학박사, 가천대학교 교수
- 목영만(睦榮晩) : 제8대 국가정보원 기획조정실장(행시 25회)
- 목정은(睦楨銀) : 의사, 경희대학교 의과대학 교수, 분당차여성전문병원 병원장, 관동대학교제일병원 병원장
- 목혜정 : 건국대 생명공학과 교수, 여성생명과학상 펠로십 수상
- 목사균 : 서울대학교 졸업, 조선일보 기자, 광고국장, 상무이사
- 목영재 : 의사, 고려대학교 의과대학 교수
- 목하균 : KBS 방송기술연구소 수석연구원, 연구소 소장
- 목진요 : 연세대학교 교수, 미디어아티스트
- 목영대 : 정당인, 前진보신당 의정지원단 단장
- 목영진 : 음악감독, 서던캘리포니아대학교 대학원 음악 석사
- 목수정 : 작가. 프랑스 파리제8대학교 대학원 공연예술학 석사
- 목진석 : 대한민국 바둑 국가대표 감독, 프로 바둑 기사
- 목명균 : 부산지방법원 판사
- 목찬수 : 전주지방검찰청 검사
- 목서윤 : 전주 MBC 아나운서
- 목진혁 : 파주시의회 민주당 의원
- 목나경 : 롯데 자이언츠 치어리더
- 목은정 : 한복 디자이너, 서울예술대학교 교수
- 목소영 : 6대·7대 성북구의회 민주당 의원
- 승우아빠 : 셰프, 온라인콘텐츠창작자(본명:목진화)
- 목춘수 : 대한민국의 성우(EBS 성우극회 특기)
- 목지원 : 고려대학교 졸업, KBS 부산 아나운서
- 목지훈 : NC 다이노스 투수
- 목혜민 : KGC인삼공사 배드민턴 선수

## 과거 급제자
사천 목씨는 조선시대 과거 급제자 132명(문과 급제자 34명)을 배출하였다.

[현재인구 천 명당 급제자 수 1위 성씨]
문과
목겸선(睦兼善) 목내선(睦來善) 목대흠(睦大欽) 목만중(睦萬中) 목만중(睦萬中)
목서흠(睦敍欽) 목선항(睦善恒) 목성선(睦性善) 목승석(睦承錫) 목시경(睦時敬)
목시윤(睦時尹) 목용석(睦用錫) 목인규(睦仁圭) 목인배(睦仁培) 목인수(睦仁秀) 목인회(睦仁會) 목임유(睦林儒) 
목임일(睦林一) 목임중(睦林重) 목장흠(睦長欽) 목조수(睦祖洙) 목조영(睦祖永) 
목종하(睦宗夏) 목지경(睦趾敬) 목창명(睦昌明) 목천성(睦天成) 목천수(睦天壽) 
목천임(睦天任) 목천현(睦天顯) 목철경(睦哲卿) 목첨(睦詹) 
목취선(睦取善) 목태석(睦台錫) 목행선(睦行善)
무과
목경현(睦慶賢) 목세빈(睦世彬) 목임춘(睦林春) 목재흠(睦在欽) 목중형(睦重衡)
목천서(睦天瑞) 목천익(睦天翊) 목춘휘(睦春輝) 목흥윤(睦興胤)
생원시
목규석(睦奎錫) 목돈화(睦惇和) 목만중(睦萬中) 목사연(睦泗演) 목성관(睦聖觀)
목세탐(睦世探) 목승평(睦昇平) 목시경(睦時敬) 목시윤(睦時尹) 목안중(睦安中)
목원응(睦源應) 목인규(睦仁圭) 목인재(睦仁栽) 목인회(睦仁會) 목일중(睦壹中)
목임화(睦林華) 목장흠(睦長欽) 목제인(睦齊仁) 목조순(睦祖舜) 목종하(睦宗夏)
목중신(睦重信) 목중정(睦重廷) 목천규(睦天奎) 목천상(睦天祥) 목천운(睦天運)
목천장(睦天章) 목천현(睦天顯) 목치상(睦致祥) 목형석(睦衡錫) 목황중(睦黃中)
진사시
목겸선(睦兼善) 목경우(睦慶祐) 목기선(睦嗜善) 목낙선(睦樂善) 목내선(睦來善)
목달경(睦達敬) 목무경(睦懋敬) 목사영(睦泗英) 목상경(睦尙敬) 목상순(睦尙純)
목성관(睦聖觀) 목성함(睦聖咸) 목양석(睦養錫) 목용석(睦用錫) 목유석(睦裕錫)
목윤경(睦允敬) 목윤중(睦允中) 목인배(睦仁培) 목인수(睦仁秀) 목인휘(睦仁徽)
목임유(睦林儒) 목임일(睦林一) 목임장(睦林樟) 목임중(睦林重) 목임최(睦林㝡)
목조눌(睦祖訥) 목조수(睦祖洙) 목조열(睦祖悅) 목조우(睦祖禹) 목존선(睦存善)
목중광(睦重光) 목중도(睦重道) 목지경(睦趾敬) 목지선(睦志善) 목창만(睦昌萬)
목창명(睦昌明) 목창조(睦昌朝) 목천건(睦天健) 목천광(睦天光) 목천근(睦天根)
목천린(睦天麟) 목천성(睦天成) 목천임(睦天任) 목천조(睦天祚) 목태석(睦台錫)
목행선(睦行善) 목회경(睦會敬) 목효범(睦孝範) 목후경(睦厚敬) 목희경(睦熙敬)
음관
목승석(睦承錫) 목양석(睦養錫) 목양석(睦養錫) 목용석(睦用錫) 목인배(睦仁培)
목인재(睦仁栽) 목인회(睦仁會) 목태석(睦台錫)

## 유물 및 문화재
- 충정공 목서흠 묘역(忠貞公 睦叙欽 墓域) : 서울특별시 기념물 제27호. 서울특별시 도봉구 방학동 산62번지 일대에 사천 목씨의 묘역이 조성되어 있다. 가장 선대(先代)인 목진공(睦進恭)의 묘를 현재의 위치에 쓰고 목진공의 6세손인 목서흠과 그 이하 여러 후손들의 묘를 쓰면서 지금과 같은 묘역이 조성되었다. 한성 판윤을 지낸 목진공, 목진공의 6세손인 목서흠과 그의 두 손자 목임기·목임일, 목임일의 아들 목천현 등의 묘가 있다. 묘역 서쪽으로는 사천 목씨 영단(靈壇)이 마련되어 6기의 비석이 세워져 있다. 묘역의 인근에 사천 목씨의 재실(齋室)인 모현재(慕賢齋)가 있다. 묘역의 초입에 세워진 영단에는 시조 목효기(睦孝基) 이래 6세의 단을 세웠는데, 묘가 모두 북한 지역에 남아 있기 때문이다. 6세 단비 좌측부터 고려 요무장군 신호위 정용낭장(耀武將軍神號衛精勇?將) 목손검(睦孫儉)과 의인(宜人) 창원 박씨(昌原朴氏), 중현대부 흥위위 대장군(中顯大夫興威衛大將軍) 목군경(睦君慶)과 숙인(淑人) 영월 신씨(寧越辛氏), 금자광록대부 영주수 합문지후(金紫光祿大夫靈州守閤門祗侯) 목덕창(睦德昌), 요무장군 낭장 동정(耀武將軍?將同正) 목효기, 정순대부 보문각 직제학(正順大夫寶文閣直提學) 목준평(睦俊平)과 숙인 복흥 송씨(福興宋氏), 성균관 진사 목충달(睦忠達)과 유인(孺人) 김해 김씨(金海金氏)의 단이 세워져 있다.
- 목인길 장군묘(睦仁吉 將軍墓) : 사천목씨(泗川睦氏) 찬성공파(贊成公派)의 파조(派祖)로 묘(墓)는 경상남도 사천시 정동면(正東面) 수청리(洙淸里) 산 47번지 이구산(尼丘山) 산자락에 원형 그대로 보존되어 있으며, "胡僧禮佛(호승예불)"이라 한다.
- 기로연회도(耆老宴會圖) : 1690년(숙종 16년)에 그려진 화첩 그림이다. 원래 8폭 병풍으로, 서울대학교 소장본에는 8폭이 온전하게 남아 있으며 국립중앙박물관에는 모임 참석자를 묘사한 중앙의 2폭이 소장되어 있다. 1689년 기사환국 이후 복권된 영의정 권대운이 같은 남인 세력인 좌의정 목내선, 예조판서 이관징(李觀徵, 1618~1695), 공조판서 오정위(吳挺緯, 1616~1692)를 자신의 저택에 초대해 재집권을 자축하는 연회를 베풀었는데, 그 장면이 〈기로연회도〉라는 그림에 남아있다.
- 목장흠 선생묘 및 신도비(睦長欽 先生墓-神道碑) : 경기도 남양주시 평내동(坪內洞)에 있는 조선 중기의 문신인 목장흠(睦長欽)의 묘와 신도비.묘는 정부인 의령 남씨와 합장묘이다. 묘역에는 혼유석(魂遊石), 장대석(長臺石), 상석(床石), 향로석(香爐石), 묘표, 망주석(望柱石) 등이 있다. 묘표의 받침돌에는 사방에 복련(伏蓮:꽃잎이 밑을 향한 연꽃무늬)과 안상(眼象) 문양을 조각하였으며, 비신(碑身)은 월두형(月頭形)이다. 망주석의 기둥의 윗부분에는 꽃잎이 위로 향한 꽃문양을 장식하였고 아랫부분에는 복련을 조각하였다.  묘역의 아래에 있는 신도비는 총 높이 3m 40cm로 1691년에 세운 것이다. 화강암으로 만든 받침돌 위에 대리석으로 만든 비신(碑身)을 올리고 그 위로 팔작지붕 형태의 뚜껑돌을 두께 18cm로 올렸다. 받침돌에는 사방에 복련(伏蓮:꽃잎이 밑을 향한 연꽃무늬)을 조각하였으며 비신의 3면에 비문이 적혀있다. 비문은 대사간 황시(黃屎)가 지었고 홍문관교리 이진휴(李震休)가 글자를 썼다.
- 목행선 선생 묘역(睦行善 先生 墓域): 경기도 동두천시 향토유적 제2호. 목행선(1609∼1661)은 조선 중기 때의 문신으로 자는 행지. 호는 남간(南磵)이며 본관은 사천이다. 인조 8년(1630)에 진사가 되고 인조 11년(1633)에 식년문과(式年文科) 갑과로 장원하여 성균관 전적(典籍)과 예조·병조의 좌랑을 거쳐 인조 14년(1636) 병자호란 때는 경기도사로 있으면서 곤궁에 빠진 백성들의 진휼에 힘썼다. 그후 지평(持平), 수찬(修撰), 대사간(大司諫), 대사성(大司成), 승지(丞旨) 등의 직책을 역임하였으며, 효종 4년(1653)에는 황해도 관찰사로 나가 선정을 베풀었다. 묘비는 배위(配位) 파평 윤씨, 경주 이씨와 합부(合附)되어 있고 묘 앞 중앙에는 묘비·상석·향토석과 좌우에 망주석(望柱石)을 갖추었으며 묘역이 새로 단장되어 있다.
- 여와(餘窩) 목만중(睦萬中) 초상화 : 1794년(정조 18) 형조판서(刑曹判書)에 임명되었을때 그려진 실제 초상화이다.
- 목원규 효자정문(睦源逵 孝子旌門) : 목원규의 자는 문유(文有)이다. 1828년(순조 28)에 용인에서 목우석의 아들로 태어났다. 평소 몸가짐이 단정하고 효성이 지극하여 많은 칭송을 들었다. 그가 별세한 지 18년 만인 1891년(고종 28)에 동몽교관조봉대부(童蒙敎官朝奉大夫)로 증직하여 이듬해에 효자 정문을 내리고 그의 향리인 이곳에 정려문을 세웠다. 정려각은 정면 1칸, 측면 1칸의 사방 단칸 규모로, 초익공식 겹처마 맞배지붕이다. 외벌대 기단 위에 팔각 초석을 놓고 원기둥을 세웠다. 기둥머리에는 초익공을 구성하였다. 지붕은 부연을 둔 겹처마로 하였지만 막새를 쓰지 않고 수키와 와구토 마감으로 처리하였다. 맞배지붕 측면에는 방풍판을 가설하지 않고 측면과 뒷면 벽체의 중방 아래를 화방벽으로 쌓았다. 앞면의 경우 중방 위아래로 홍살을 넣었고, 측면 및 뒷면은 벽체로 막았다. 전체적인 규모와 각 부분의 비례가 적절하고, 치목의 푼수도 적당하여 조선시대 정려각의 모범적인 형식을 갖추었다.
- 목일신 공원 : 경기 부천시 소사구 괴안동에 위치한 은성(隱星) 목일신(睦一信)선생을 기념하기 위한 공원이다. 목일신은 대한민국의 아동문학가이자 항일운동가, 동요 작사가, 시인이다. 어렸을 때 누구나 한 번쯤은 들어본 동요 "따르릉 따르릉 비켜나세요, 자전거가 나갑니다 따르르르릉" 자전거의 가사를 만든 사람이 바로 이 분이다. 경기도 부천시 범박동에 26년 간 살면서 자전거, 누가 누가 잠자나, 자장가, 비누방울 등의 동요와 민요 400여 편을 작사하였다.